# Haastrechtse Molen
De Haastrechtse Molen (voluit: Molen van Polder Beneden Haastrecht) is een ronde stenen stellingmolen aan de Provincialeweg West 64 (IJsseldijk) in Gouda. Deze poldermolen, een rijksmonument uit 1862, is eigendom van het Hoogheemraadschap van Schieland en de Krimpenerwaard. De molen bemaalt elektrisch of op windkracht de polder Beneden Haastrecht. Voor de bemaling heeft de molen een vijzel.
In verband met de hoge dijken langs de Hollandse IJssel is de molen als stellingmolen gebouwd. Het is de enige maalvaardige ronde stenen poldermolen met stelling in Nederland die daadwerkelijk nog een maaltaak heeft. Nog steeds wordt de 310 ha grote polder Beneden Haastrecht door deze molen droog gehouden. De molen kan zo’n 40.000 liter per minuut weg malen. 
In 1961 is de molen aangepast. Er werden “fokwieken” gemonteerd, die meer wind vangen, en daarnaast werd vanaf 1971 de vijzel ook elektrisch aangedreven om ook bij windstilte te kunnen malen.
In 2022 is de molen gerenoveerd. Het meest in het oog springt de vervanging van het wiekenkruis, maar ook het metselwerk, schilderwerk en het gaande werk (de aandrijflijn met alle onderdelen die in beweging worden gezet) zijn hersteld.

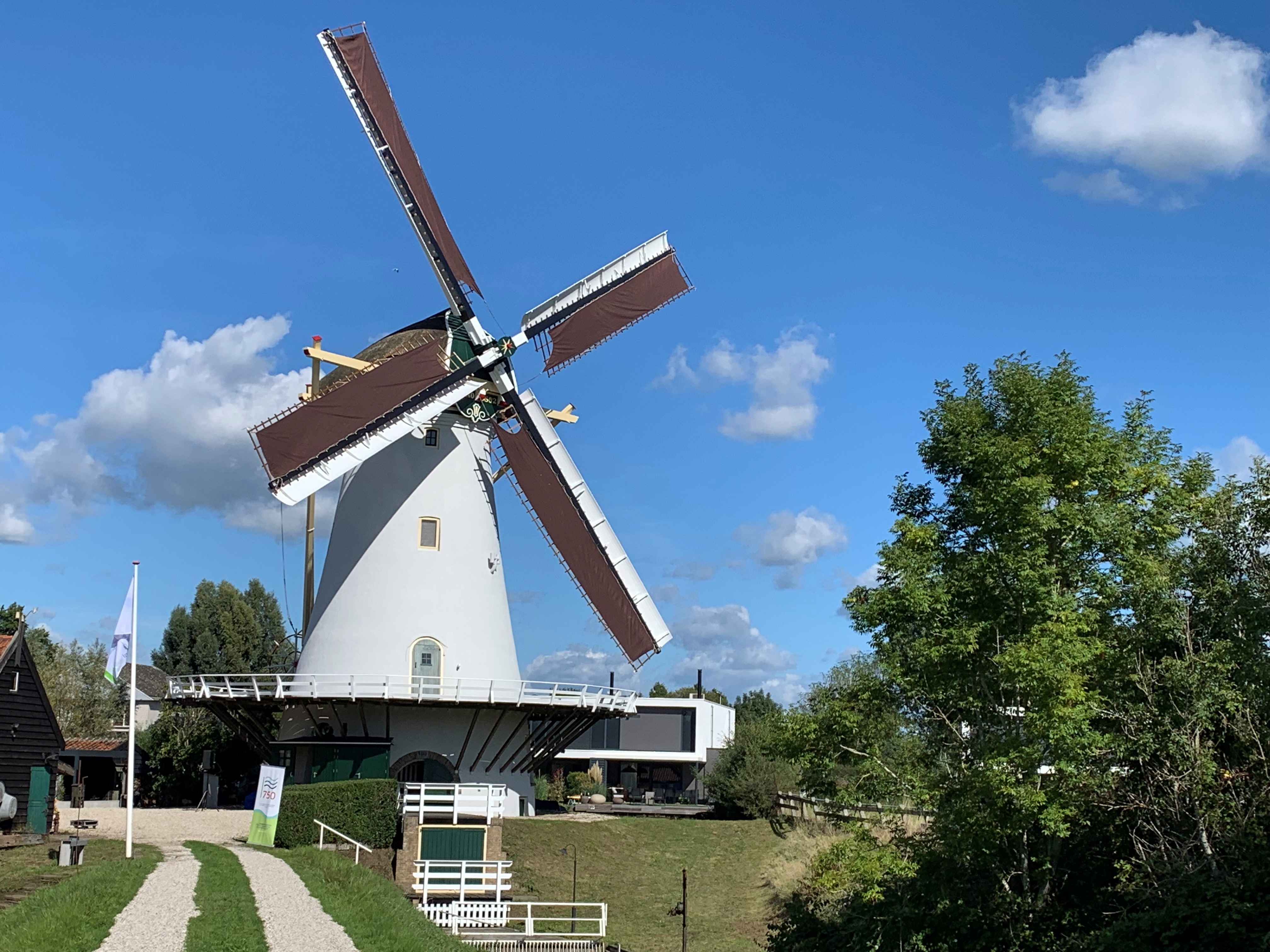
Haastrechtse Molen na renovatie bij de heropening op 21-09-2022

## Molenaars
De volgende molenaars hebben de molen bediend:
- 1863 – 1865: A. Slootjes
- 1865 – 1877c: P. Hunnik
- 1878 – 1884: A. van Riet
- 1884 – 1895c: C. van der Laan
- 1895c – 1908: L.A. van den Berg
- 1908 – 1946: Gerrit Noorlander
- 1946 – 1983: Nicolaas “Niek’ Noorlander (afkomstig van de Bachtenaar)
- 1983 – 2012: Jan Noorlander
- 2012 – heden: Nicolaas “Niels’ Noorlander